# 1 złoty wzór 1990
1 złoty wzór 1990 – moneta jednozłotowa, wprowadzona do obiegu w dniu denominacji z 1 stycznia 1995 r., zarządzeniem z 29 listopada 1994 r. Została zastąpiona złotówką wzór 2017 o zmodyfikowanym wzorze awersu.
Złotówkę wzór 1990 bito w latach 1990–2016.

## Awers
W centralnym punkcie umieszczono godło – orła w koronie, pod łapą orła, z prawej strony, znak mennicy – litery M W, poniżej rok bicia, dookoła napis: „RZECZPOSPOLITA POLSKA”.

## Rewers
Na tej stronie znajduje się cyfra nominału 1, pod nią napis „ZŁOTY”, całość otoczona ozdobnym wieńcem.

## Nakład
Monetę bito w miedzioniklu MN25 na krążku o średnicy 23 mm, masie 5 gramów, z rantem na przemian ząbkowanym i gładkim, według projektów:
- Stanisławy Wątróbskiej-Frindt (awers) oraz
- Ewy Tyc-Karpińskiej (rewers),

w Mennicy Państwowej / Mennicy Polskiej S.A.
Nakłady monety w poszczególnych latach przedstawiały się następująco:
| Lp. | Rocznik | Mennica             | Nakład (sztuk) |
| --- | ------- | ------------------- | -------------- |
| 1   | 1990    | Mennica Państwowa   | 20 240 000     |
| 2   | 1991    | Mennica Państwowa   | 60 080 000     |
| 3   | 1992    | Mennica Państwowa   | 102 240 000    |
| 4   | 1993    | Mennica Państwowa   | 20 904 000     |
| 5   | 1994    | Mennica Państwowa   | 69 956 000     |
| 6   | 1995    | Mennica Państwowa   | 99 740 122     |
| 7   | 2008    | Mennica Polska S.A. | 5 000 000      |
| 8   | 2009    | Mennica Polska S.A. | 34 000 000     |
| 9   | 2010    | Mennica Polska S.A. | 3 000 000      |
| 10  | 2012    | Mennica Polska S.A. | 10 000 000     |
| 11  | 2013    | Mennica Polska S.A. | 21 000 000     |
| 12  | 2014    | Mennica Polska S.A. | 35 250 000     |
| 13  | 2015    | Mennica Polska S.A. | 39 000 000     |
| 14  | 2016    | Mennica Polska S.A. | 29 775 000     |

## Opis
W 2005 r. Mennica Polska, z okazji 10 lat w obiegu, wyemitowała zestawy kwadratowych klip okolicznościowych, w skład których wchodził również numizmat przedstawiający w centralnej części po obu stronach rysunki awersu i rewersu złotówki wzór 1990. Na awersie w miejscu cyfr określających rok bicia umieszczono napis „1995–2005”. Numizmaty te powstały na metalicznych kwadratach o wymiarach 32 × 32 mm w czterech wersjach:
- w miedzioniklu (tak samo jak w przypadku monety wprowadzonej do obiegu) – masa 16,9 grama, nakład 5000 sztuk,
- w miedzi – masa 16,5 grama, nakład 2000 sztuk,
- w srebrze Ag925 – masa 20,81 grama, nakład 1000 sztuk,
- w złocie Au900 – masa 34 gramów, nakład 50 sztuk.

Ponieważ emitentem zestawów okolicznościowych była Mennica Polska, a nie Narodowy Bank Polski, numizmaty te nie są monetami w dosłownym tego słowa znaczeniu. Mimo to, w niektórych polskich katalogach wymieniane są na równi z monetami obiegowymi.

## Wersje próbne
Istnieje wersja tej monety należąca do serii próbnych w niklu z roku 1990, z wypukłym napisem PRÓBA na rewersie, wybita w nakładzie 500 sztuk oraz wersja próbna technologiczna, z 1995 r., w miedzioniklu, z wypukłym napisem PRÓBA na awersie, w nieznanym nakładzie.